# Otto Rosenørn-Lehn

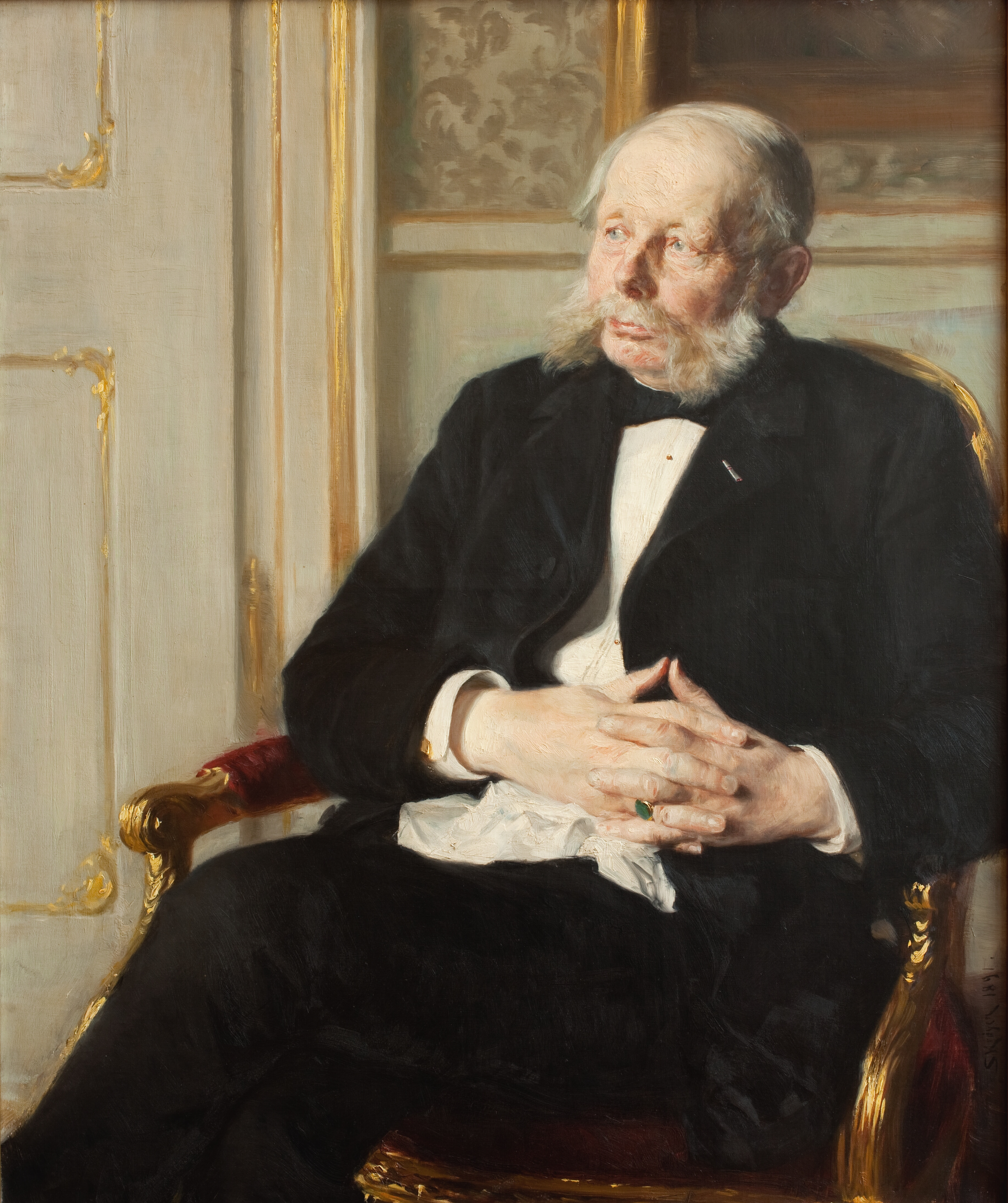
Otto Ditlev Rosenørn-Lehn, porträtterad av Peder Severin Krøyer.

Otto Ditlev Rosenørn-Lehn, född den 28 maj 1821 nära Sakskøbing, död den 21 maj 1892 i Köpenhamn, var en dansk statsman.
Rosenørn-Lehn ärvde baronierna Guldborgland på Lolland och Lehn på Fyn samt var från 1864 landstingsman och från 1870 med ett kort avbrott utrikesminister. År 1870 blev han även direktör för kungliga tavelgalleriet (Den Kongelige Malerisamling) och 1871 därjämte för gravyrsamlingen, vilka sistnämnda värv han omfattade med stort intresse.